# 鈴木榮子
鈴木 榮子（すずき えいこ、1947年 - ）は、小原流いけばな一級家元、小原流教授会特別会員の華道家である。芸術学博士。広島市動植物公園評議員。生け花の博士。

## 略歴
石川県金沢市生まれ、兵庫県西宮市育ち。現在は広島県広島市安佐南区在住。兵庫県立西宮高等学校を卒業後、神戸海星女子学院短期大学に入学したが、良妻賢母型の子女教育に不満を持っていた。「父や男兄弟が大学出であるのに、女の自分はなぜ大学へ進学できないのか」、心の中には学歴コンプレックスがあった。スチュワーデスを志し、家庭教師をしながら夜間の英語学校へ通った。そして、難関のスチュワーデス試験に合格した。日本航空の国際線勤務となり、親の反対を押し切り東京へ単身で上京、アメリカやカナダ等の海外へのフライトで現地の女性に触れ、女性の生き方の違いを見た。バンクーバーで熱烈な恋を経験して結婚、夫の転勤でロサンゼルスへ、２人の子供を育てながら、フラワーデザイナーの道に進む決心をした。小原流（現在は小原流いけばな一級家元教授）をマスターし、「外国人に英語でいけばな」がライフワークに組み込まれた。カナダ・アメリカに6年間在住した後、広島に帰国。1983年から広島YMCA外語学院で「英語で学ぶイケバナ教室」を主宰した。あるとき、出身校の校長に「短大しか出ていないのに！」と言われ学歴コンプレックスの自尊心を傷つけられ、悔し涙で帰路の新幹線に乗るという経験をした。1998年、慶應義塾大学文学部史学科（慶應義塾大学通信教育課程）を卒業。卒業論文は「近代いけばなの成立と発展--盛花の果たした役割」。2000年、「いけばなにみる日本的美意識の研究」で、広島女学院大学の大学院にて人間生活学修士の学位を取得。2006年、いけばなの本質を論考した「いけばなに継承されるもの--『生』の意識をめぐって」で、宝塚造形芸術大学の大学院にて芸術学博士の学位を取得。生け花を論じての芸術学博士号は日本初である。宝塚造形芸術大学大学院伝統芸術研究領域非常勤講師、広島女学院大学大学院言語文化研究科英米言語文化専攻非常勤講師、広島大学大学院総合科学研究科非常勤講師なども務めた。海外生活はカナダ・アメリカ・タイで約10年を過ごした。また、国際文化交流派遣団に参加し、欧州4か国に「いけばな」を紹介。そのほか各種の公的活動をし、ハワイのホノルルで開催された「花のシンポジウム」に通訳兼秘書として参加もした。
- 1960年代 - 日本航空国際線スチュワーデス
- 1970年代 - カナダ・アメリカ滞在
- 1980年代 - ジョン・ロバート・パワーズのフィニッシングスクールで、マナー講師

### 花歴
- いけばな歴 1965年より
- 小原流「外国人教授のための講座」1982年コース修了
- 1979年、米国にてフラワーデザイナー資格取得
- 小原流いけ花では、年間優秀賞を25年間連続受賞

## 活動
- 1989年 - 海と島の博覧会（Sea & Islands Expo,Hiroshima1989)　国際館いけ花担当
- 1990年 - Seattle日本庭園創立20周年記念小原流いけ花デモ旅行メンバー
- 1994年 - 広島市国際文化交流派遣団いけ花代表　　欧州4ヶ国にていけ花紹介
- 1998年 - 小原流いけ花メルボルン支部　いけ花デモ・講演　　研修会開催
- 2007年 - 外国特派員協会にて講演「いけばなの心」
- 2007年 - NHKエデュケーション海外向放送「ビギン　ジャパノロジー」ゲスト出演
- 2008年 - 香港イケバナインターナショナル招待講師
- 2009年 - オーストラリアでメルボルン花展デモ・講演「いのち」
- 2010年 - 国際美学会北京大会パネルディスカッションパネリスト「日本の美」
- 2012年 - サイボス2012配偶者レッスン（サイボス：関西地区で開催される金融関係国際会議）
- 2012年 - 米国ミシガン大学で日本語学科特別ワークショップ「IKEBANA」[6]
- 2013年 - 広島インターナショナルウーマンズクラブ　講演・デモ・ワークショップ
- 2015年 - タイのタマサート大学など七校にて出講「IKEBANA」

## 出版物
- 『いけばなにみる日本文化』：思文閣出版、2011年
- 『日本文化の心『いかす』』：（『朱』伏見稲荷大社第55号掲載、学術書、2011年12月）
- 無料月間旅行情報誌『バスポート』：花のエッセイ掲載